# Crassula atropurpurea
Crassula atropurpurea är en fetbladsväxtart som först beskrevs av Adrian Hardy Haworth, och fick sitt nu gällande namn av David Nathaniel Friedrich Dietrich. Crassula atropurpurea ingår i släktet krassulor, och familjen fetbladsväxter.

## Underarter
Arten delas in i följande underarter:
- C. a. anomala
- C. a. cultriformis
- C. a. purcellii
- C. a. rubella
- C. a. watermeyeri